# Рибна вулиця (Київ)
Ри́бна ву́лиця — вулиця у Солом'янському районі міста Києва, місцевість Совки. Пролягає від Червоної до Добросусідської вулиці.
Прилучаються провулки Князя Володимира Ольґердовича та Рибний.

## Історія
Вулиця виникла наприкінці 30-х — на початку 40-х років XX століття під назвою 35-та Нова. Сучасна назва — з 1944 року.